# Life's Staircase
Pour plus de détails, voir Fiche technique et Distribution.
Life's Staircase (littéralement : Escalier de la vie) est un film muet américain réalisé par Frank Cooley, sorti en 1915.

## Fiche technique
- Titre : Life's Staircase
- Réalisation : Frank Cooley
- Scénario :
- Producteur :
- Société de production : American Film Manufacturing Company
- Société de distribution : Mutual Film
- Pays de production :  États-Unis
- Langue : film muet avec les intertitres en anglais
- Métrage : 300 m
- Format : Noir et blanc — 35 mm — 1,33:1 — Muet
- Genre : Film dramatique
- Durée : 10 minutes
- Date de sortie : 
  - États-Unis : 11 mai 1915

## Distribution
- Webster Campbell : Jack Bentley
- Neva Gerber : Gladys Turner